# Deshengmen

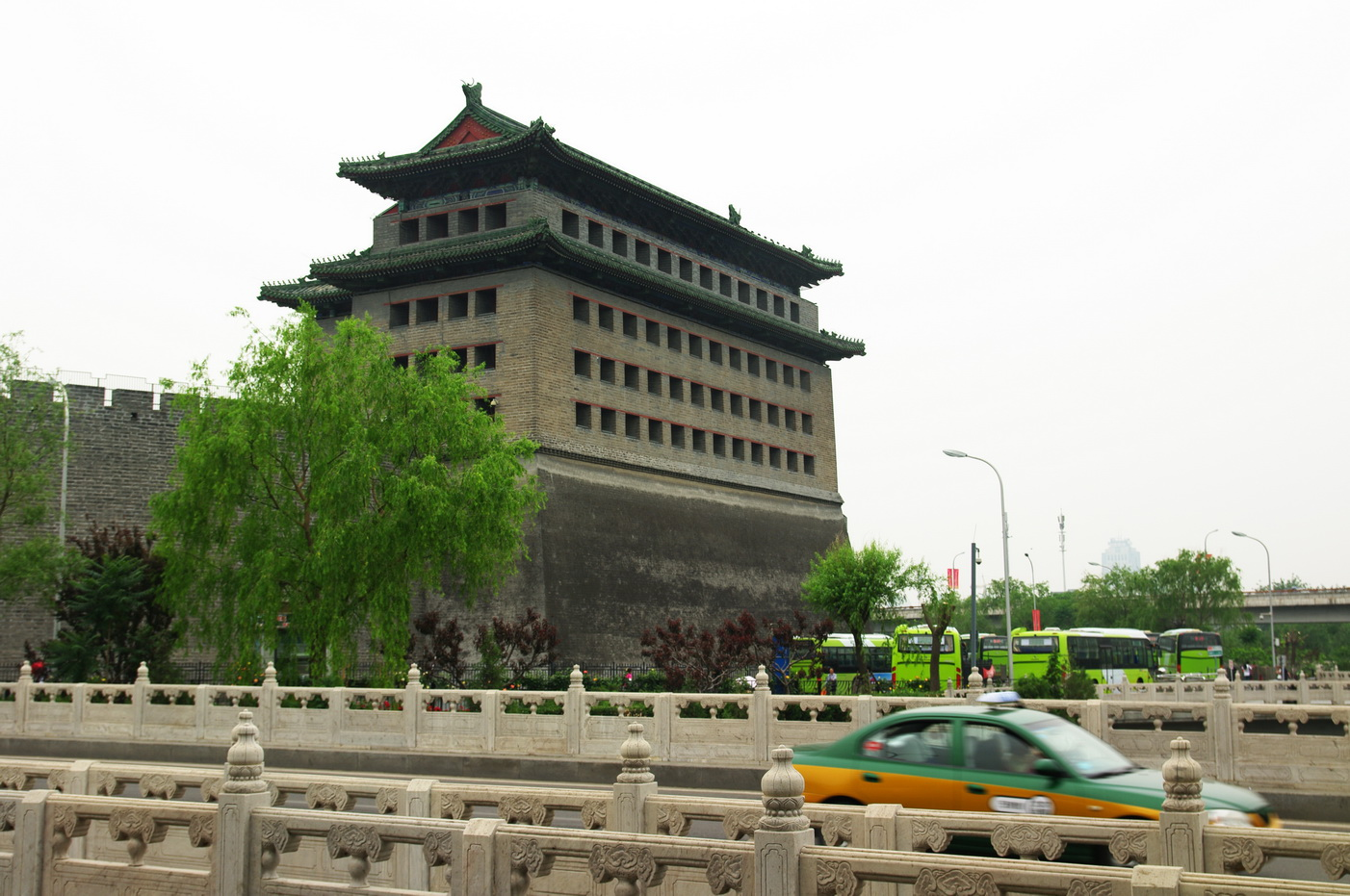
La torre con arco di Deshengmen

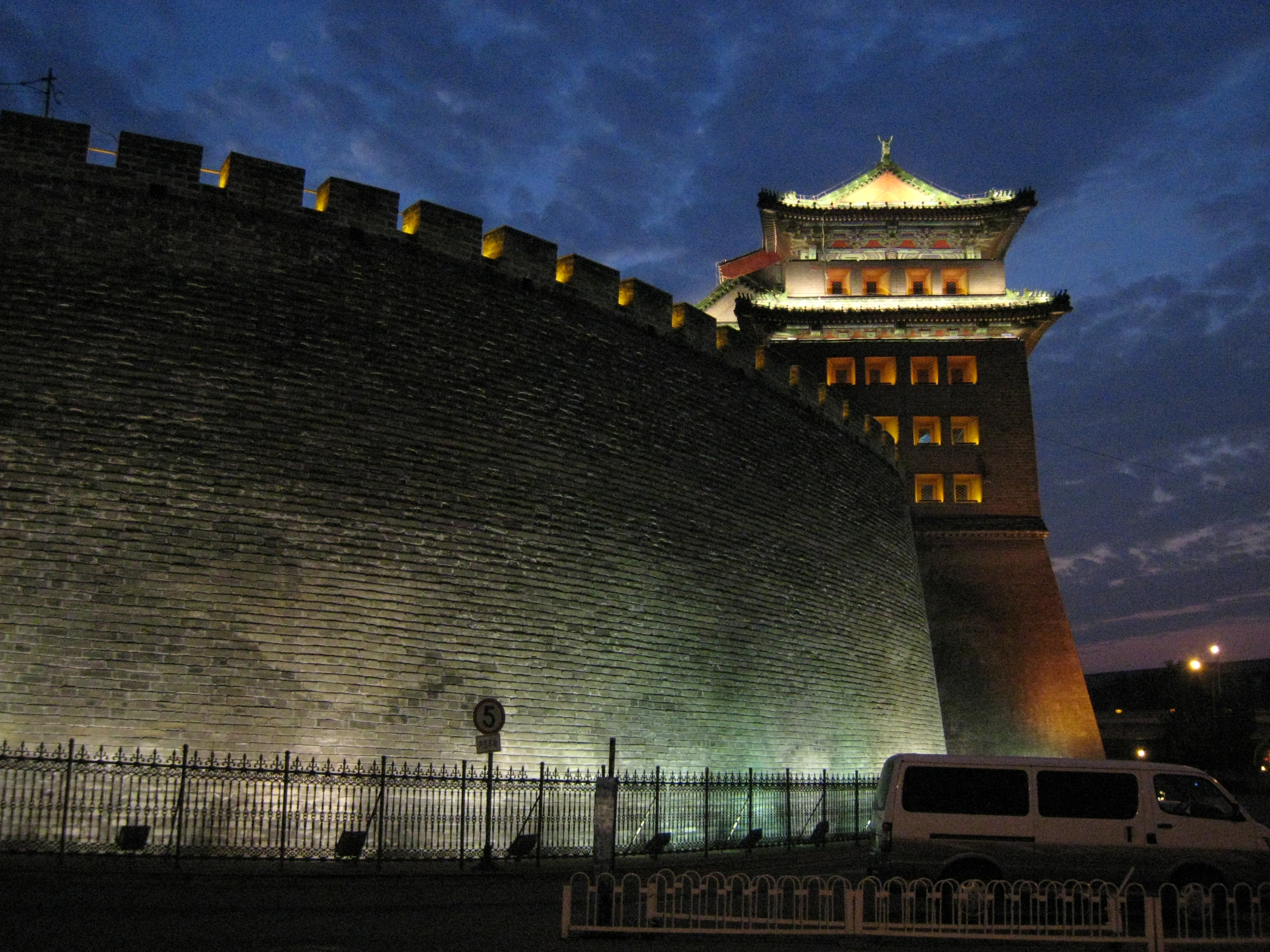
Veduta notturna di Deshengmen con il barbacane in primo piano

Deshengmen ((ZH) ; lett. "Porta del Trionfo Virtuuoso") è la porta di una città che una volta faceva parte delle fortificazioni di Pechino sul suo lato settentrionale. È una delle poche porte di Pechino preservate e ora rimane come punto di riferimento sulla parte settentrionale della 2ª circonvallazione.
Il complesso originale della porta, costruito nel 1437, era composto di tre strutture: la casa del guardiano, la torre con arco e il barbacane. La casa del guardiano vera e propria fu demolita nel 1921 e le mura della città nel 1969. Oggi rimangono solamente la torre con l'arco e il barbacane. Essi danno sul fossato della parte settentrionale della città, e ospitano all'interno un antico angolo. 
Deshengmen è oggi uno dei nodi principali dei trasporti nella parte settentrionale di Pechino. 
Il complesso della porta è circondato dal ponte Deshengmen e un cavalcavia a rotatoria oltrepassa queste canalizzazioni del traffico dal secondo anello stradale all'autostrada di Badaling. La via che una volta passava attraverso la porta è ancora denominata in relazione a questo. A sud di Deshengmen e all'interno delle mura della città antica c'è la via Deshengmen Interna, mentre al nord è denominata Deshengmen Esterna.
Deshengmen significa "Porta del Trionfo Virtuoso." In tempi tradizionali, l'esercito imperiale andando fuori Pechino marciava attraverso Deshengmen, e rientrava attraverso Andingmen, la Porta della Pace e Stabilità.

## Trasporti pubblici
La linea 2 della Metropolitana di Pechino si ferma vicino a Deshengmen, alla stazione Jishuitan. Deshengmen è il terminale di molte autolinee di Pechino, così come il bus turistico che va al gran muro di Badaling.